# Australiputo
Australiputo är ett släkte av insekter. Australiputo ingår i familjen ullsköldlöss.
Kladogram enligt Catalogue of Life:
| Australiputo | \| \| Australiputo casuarinae \| \| \| \| \| \| Australiputo eucalypti \| \| \| \| |
|              | \| \| Australiputo casuarinae \| \| \| \| \| \| Australiputo eucalypti \| \| \| \| |
|              | Australiputo casuarinae                                                            |
|              |                                                                                    |
|              | Australiputo eucalypti                                                             |
|              |                                                                                    |